# Gobornok
Gobornok valamikori magyarországi település. Várának romjai alatt Batthyány Boldizsár 1580-ban legyőzte Szkander bég seregét. A csatában elesett maga Szkander bég is, továbbá Huszein, Kalender és Ozmán aga. A győztesek 430 főtörök fogoly mellett 20 zászlót is zsákmányoltak. 

## Külső hivatkozások
- Nagy Iván: Magyarország családai czímerekkel és nemzékrendi táblákkal: I. kötet [Aaron - Benyovszky]. Pest: Friebeisz István. 1857.